# Kolačno
Kolačno – wieś w Słowenii, w gminie Slovenske Konjice. W 2018 roku liczyła 43 mieszkańców.